# Stips
Stips ist eine nostalgische, deutsche Liebeskomödie aus dem Jahre 1951 von Carl Froelich, dessen letzte Inszenierung dies war. Gustav Fröhlich und Heli Finkenzeller spielen die Hauptrollen.

## Handlung
Oberstudienrat Dr. Klaus Michael Dirkhoff unterrichtete einst als Kunstlehrer am Mädchengymnasium einer Kleinstadt. Durch seine unkonventionelle und direkte Art hatte der allseits beliebte Pauker bei seinen Schülerinnen, die ihn nur „Stips“ nannten, ein Stein im Brett. Entspannt reagierte er auf freche Sprüche, Scherze und Streiche, und da er auch noch recht attraktiv ist, waren all seine Schülerinnen am Lyzeum verliebt in ihn. 
Dirkhoff verlässt Schule und Stadt und bleibt acht Jahre fort. Die Schülerinnen von einst sind ihrer Wege gegangen. Als Dirkhoff, inzwischen verwitwet, in die Stadt zurückkehrt, löst dies bei seinen ehemaligen Schülerinnen Aufregung aus. Die Gefühle mancher der ehemaligen Stips-Bewunderinnen haben sich nicht verändert. Einige, zum Teil bereits verheiratete Frauen, beginnen zu bedauern, dass sie nicht mehr frei sind. Der Pauker von einst stiftet durch seine Anwesenheit emotionale Verwirrung und lässt die Frauen verrückt spielen, manche von ihnen stellen Stips unverhohlen nach, was sich schädlich auf ihre Ehen auswirkt.
Am Ende landet der attraktive Endvierziger ausgerechnet bei derjenigen Ex-Schülerin, die damals zu denjenigen gehörte, die sich bezüglich der Offenbarung ihrer Zuneigung zu ihm deutlicher als andere zurückhielten. Diese Frau, Regine Wülfing, in die er sich verliebt hat, wird, da ist sich Stips ganz sicher, seinen beiden Kindern, nunmehr Halbwaisen, eine gute Mutter sein.

## Produktionsnotizen
Mit Stips beendete der 75-jährige Kinoveteran Froelich seine rund ein halbes Jahrhundert währende Tätigkeit für das deutsche Filmwesen. Der Mitte 1951 in Berlin und Umgebung gedrehte Film erlebte seine Uraufführung am 4. September 1951 in Düsseldorfer Alhambra-Kino. Die Berliner Premiere war am 27. November desselben Jahres. Gelegentlich wurde der Film auch unter dem Titel Pauker Stips und die verliebte Mädchenklasse vertrieben.
Alfred Bittins übernahm die Produktionsleitung. Die Filmbauten stammen von Hans Luigi und Werner Szneidereit.

## Kritiken
In Der Spiegel war zu lesen: „Regisseur Carl Froelich beweist, daß man selbst als 76jähriger die Finger von Vor-Weltkriegsreminiszenzen lassen sollte.“
Der Filmdienst urteilte: „Die nostalgische Geschichte aus der wilhelminischen Zeit ist der letzte Film des deutschen Kinopioniers Carl Froelich.“